# Минюи
«Минюи́» («Эдисьо́н де Минюи», фр. Les Éditions de Minuit, что переводится как «Полночные издания») — подпольное издательство, основанное в Париже в 1942 году Веркором для публикации книг, запрещённых нацистами. Первой публикацией стал роман «Молчание моря» самого Веркора. Во время войны в издательстве печатались также Франсуа Мориак, Поль Элюар, Луи Арагон и Андре Жид.
После окончания войны издательство находилось на грани закрытия, но в 1950-е годы под руководством Жерома Лендона нашло новую аудиторию благодаря правам на эксклюзивную публикацию мастеров авангарда — Беккета, Роб-Грийе, Дюрас, Симона. Помимо художественных произведений выпускало также философские сочинения, в частности труды Батая и Деррида. Дизайн изданий за 70 лет почти не изменился: они лишены иллюстраций, обложка — белого цвета, с логотипом издательства — латинской буквой «m» и звёздочкой.